# باول إكس. وليامز
باول إكس. وليامز (بالإنجليزية: Paul X. Williams)‏ هو محامي وقاضي وضابط أمريكي، ولد في 19 فبراير 1908 في بونفيل في الولايات المتحدة، وتوفي في 24 يناير 1994.